# Liam (film, 2018)
Pour l’article homonyme, voir Liam.
Pour plus de détails, voir Fiche technique et Distribution.
Liam est un film franco-américain réalisé par Isidore Bethel en 2018. Au croisement du documentaire, de la performance et de l'animation image par image, il raconte à la première personne l'histoire du réalisateur qui, après être parti s'installer en France pour étudier le cinéma, apprend la mort de son meilleur ami Liam, resté aux États-Unis. Le portrait d’un fantôme émerge des images d’archives et de celles que Bethel commence à tourner, questionnant au-delà de la figure de Liam, les liens qui l’unissent à sa propre famille et à son amant parisien. Le film a eu sa première mondiale au Festival du film LGBT de Boston et a reçu le prix du jury documentaire au Festival du film LGBTQ+ de Paris en 2018,. La plateforme de vidéo à la demande Tënk a acquis le film en 2019.
Le film a eu un accueil modeste mais positif : des critiques ont écrit que « Bethel est définitivement un cinéaste très talentueux » et ont caractérisé le film comme étant « brillant » ou « universel par son questionnement du deuil et puissant dans son analyse de l'héritage laissé par une personne à ceux qui lui survivent ».